# Lamponella kroombit
Lamponella kroombit là một loài nhện trong họ Lamponidae. Loài này được phát hiện ở Queensland.